# Албот, Ната
Наталья (Ната) Ивановна Албот (рум. Nata Albot; род. 26 октября 1979, Кишинёв, Молдавская ССР, СССР) — молдавская журналистка, блогер, продюсер и медиа-менеджер.

## Биография
Албот родилась 26 октября 1979 года в Кишинёве, столице Молдавской ССР.
С 16 лет она вела несколько популярных шоу на молдавских радиостанциях и телеканалах. Закончила юридическую школу Молдавского государственного университета.
Занимала пост генерального продюсера на молдавском телеканале Jurnal TV с марта 2010 по июль 2013 года. Ранее она работала режиссёром на радио Pro FM в Кишинёве, репортёром на телеканале Pro TV и режиссёром реалити-шоу «Академия звёзд» на телеканале Prime TV.
Также, в качестве фрилансера, она продюсировала сериал Aventura Americană о молдавских студентах, которые поехали для работы и туризма в США.
С 2013 года является руководителем организации „Ca Lumea”, более известная под названием „Klumea”.

## Личная жизнь
Первый раз была замужем за юристом Русланом Усковым. В этом браке родились сын Богдан и дочери Ева и София.
В 2013 году вышла за молдавского телеведущего Андрея Болокана и вместе с ним переехала из Кишинёва в Монреаль, где в 2015 году у пары родилась дочь Магдалена, а в 2018 — сын Ной.

## Награды и признания
- В 2010 году признана женщиной года журналом VIP Magazin[7].
- 10 декабря 2011 года была награждена ООН за медиа-кампанию против нетерпимости к детям с ограниченными физическими возможностями[8].